# آلبرت بی. کامینز
آلبرت بی. کامینز (به انگلیسی: Albert Baird Cummins) سناتور سابق عضو حزب جمهوری‌خواه ایالات متحده آمریکا بود. وی در سال ۱۹۰۸ تا ۱۹۲۶ میلادی سناتور ایالت آیووا در سنای ایالات متحده آمریکا بود.